# International Race of Champions 1973/1974
International Race of Champions 1973/1974 kördes över fyra race. Det var den första årgången av mästerskapet, och den enda gången alla tävlingar gått på normala racerbanor.

## Delsegrare
| Datum       | Bana         | Vinnare        |
| ----------- | ------------ | -------------- |
| 27 oktober  | Riverside    | Mark Donohue   |
| 27 oktober  | Riverside    | George Follmer |
| 28 oktober  | Riverside    | Mark Donohue   |
| 14 februari | Daytona Road | Mark Donohue   |

## Deltävlingar

### Riverside 1
| Plats | Förare             |
| ----- | ------------------ |
| 1     | Mark Donohue       |
| 2     | Bobby Unser        |
| 3     | Peter Revson       |
| 4     | George Follmer     |
| 5     | Denny Hulme        |
| 6     | A.J. Foyt          |
| 7     | Richard Petty      |
| 8     | Roger McKluskey    |
| 9     | David Pearson      |
| 10    | Gordon Johncock    |
| 11    | Bobby Allison      |
| 12    | Emerson Fittipaldi |

### Riverside 2
| Plats | Förare             |
| ----- | ------------------ |
| 1     | George Follmer     |
| 2     | David Pearson      |
| 3     | Emerson Fittipaldi |
| 4     | Peter Revson       |
| 5     | A.J. Foyt          |
| 6     | Bobby Unser        |
| 7     | Bobby Allison      |
| 8     | Denny Hulme        |
| 9     | Gordon Johncock    |
| 10    | Richard Petty      |
| 11    | Roger McKluskey    |
| 12    | Mark Donohue       |

### Riverside 3
| Plats | Förare             |
| ----- | ------------------ |
| 1     | Mark Donohue       |
| 2     | Bobby Unser        |
| 3     | Emerson Fittipaldi |
| 4     | David Pearson      |
| 5     | George Follmer     |
| 6     | A.J. Foyt          |
| 7     | Peter Revson       |
| 8     | Denny Hulme        |
| 9     | Bobby Allison      |
| 10    | Richard Petty      |
| 11    | Gordon Johncock    |
| 12    | Roger McKluskey    |

### Daytona Road
| Plats | Förare         |
| ----- | -------------- |
| 1     | Mark Donohue   |
| 2     | Peter Revson   |
| 3     | Bobby Unser    |
| 4     | David Pearson  |
| 5     | George Follmer |
| 6     | A.J. Foyt      |

## Slutställning
| Plats | Förare             | Dollar |
| ----- | ------------------ | ------ |
| 1     | Mark Donohue       | 54000  |
| 2     | Peter Revson       | 21200  |
| 3     | Bobby Unser        | 19100  |
| 4     | David Pearson      | 14600  |
| 5     | George Follmer     | 16000  |
| 6     | A.J. Foyt          | 9900   |
| 7     | Emerson Fittipaldi | 8300   |
| 8     | Denny Hulme        | 6000   |
| 9     | Bobby Allison      | 5400   |
| 10    | Richard Petty      | 5400   |
| 11    | Gordon Johncock    | 5100   |
| 12    | Roger McKluskey    | 5000   |